# قشلاق حاجيلار (قشلاق أهر)
قشلاق حاجيلار (بالفارسية: قشلاق حاجیلار) هي منطقة سكنية تقع في إيران في قسم قشلاق الریفي. يقدر عدد سكانها بـ 24 نسمة .